# قرار مجلس الأمن التابع للأمم المتحدة رقم 1979
قرار مجلس الأمن التابع للأمم المتحدة رقم 1979، المتخذ بالإجماع في 27 أبريل 2011، بعد إعادة التأكيد على جميع القرارات السابقة بشأن الصحراء الغربية بما في ذلك 1754 (2007) و1783 (2007) و1813 (2008) و1871 (2009) و1920 (2010)، ناقش المجلس آفاق تسوية النزاع ومدد ولاية بعثة الأمم المتحدة للاستفتاء في الصحراء الغربية حتى 30 أبريل 2012.
ولم يتضمن القرار آلية مراقبة لحقوق الإنسان في ولاية البعثة وسط خلافات بين الدبلوماسيين. وتعرض مجلس الأمن لانتقادات من بعض الدول، بما في ذلك جنوب إفريقيا ونيجيريا، بسبب النفاق حيث ستكون بعثة الأمم المتحدة للاستفتاء في الصحراء الغربية هي بعثة الأمم المتحدة الوحيدة لحفظ السلام دون تفويض بحقوق الإنسان. ومع ذلك، فقد ذكرت حقوق الإنسان لأول مرة. ورحب المغرب وجبهة البوليساريو بالقرار. وأشاد المغرب به لاعترافه بعرض المغرب الحكم الذاتي على الصحراء الغربية، بينما أشارت جبهة البوليساريو إلى الاستخدام المتزايد للغة حقوق الإنسان في النص.

## القرار

## أعمال
وحث كلا الطرفين على الالتزام بالاتفاقات العسكرية التي تم التوصل إليها مع بعثة الأمم المتحدة للاستفتاء في الصحراء الغربية بشأن وقف إطلاق النار. ودعيت الأطراف إلى مواصلة إبداء الإرادة السياسية ومواصلة المفاوضات غير المشروطة تحت رعاية الأمين العام ورحب المجلس بالتزام المغرب وجبهة البوليساريو بإجراء محادثات تحضيرا لجولة خامسة من المفاوضات. ودُعيت المساعدة من بلدان أخرى في هذا الصدد، بما في ذلك تمويل تدابير بناء الثقة مثل الزيارات العائلية.
وأخيرا، طُلب من الأمين العام أن يطلع المجلس بانتظام على التقدم المحرز خلال المفاوضات وأن يفكر في الصعوبات التي تواجه البعثة. كما طُلب منه التأكد من امتثال الطرفين لبعثة الأمم المتحدة فيما يتعلق بسياسة الأمم المتحدة للاستغلال والاعتداء الجنسيين ومن أجل ضمان قيام البلدان المساهمة بقوات بالمساءلة الكاملة.